# Коган, Моисей Герцевич
Мо́йше, или Моисе́й Герцевич, Ко́ган (фр. Moïse Kogan, нем. Moissey Kogan; 12 (24) мая 1879, Оргеев, Кишинёвский уезд, Бессарабская губерния — 3 марта 1943, концлагерь Освенцим) — французский скульптор и график.

## Биография

### Российская империя
Мойше Коган родился в бессарабском городке Оргеев (теперь райцентр Оргеевского района Молдовы) в религиозной еврейской семье. Брат художника и педагога Шнеера Когана (1875—1940), основателя и профессора Кишинёвской школы живописи (впоследствии Высшая школа пластических искусств). Учился в хедере, после чего семья переехала в Кишинёв, где он окончил гимназию. С 1897 года Коган изучал химию в Одессе, a в 1903 году вместе со старшим братом последовал в Мюнхен.

### Германия
Вошёл в довольно многочисленное сообщество прежде всего российских художников во главе с В. В. Кандинским и А. Г. Явленским.
В Мюнхене Коган вместе с братом поступил в Академию изящных искусств, изучал медальерное искусство, гончарное ремесло, резьбу по дереву и камню; зарабатывал на жизнь рисунками для вышивок и тканей. Впервые три бронзовых рельефа Когана были выставлены на совместной экспозиции Берлинского и Мюнхенского сецессионов на осеннем салоне 1908 году и привлекли благосклонное внимание Огюста Родена, Аристида Майоля, Адольфа Э. Р. фон Гильдебранда и критика Юлиуса Мейера-Грефе. В эти годы Коган был особенно дружен с танцором Александром Сахаровым, который в 1905 году по совету Когана перебрался из Парижа в Мюнхен для занятий изобразительным искусством.
После Берлинского сецессиона весной 1909 года, где были выставлены девять plaquettes Когана, по рекомендации театрального критика Ганса Бранденбурга немецкий меценат Карл Эрнст Остхаус взял Когана под своё покровительство. В том же 1909 году Коган стал участником «Нового объединения художников» (Neue Künstlervereinigung München), организованного Кандинским, а в 1911 году — объединения «Синий всадник». Помимо Когана в этих объединениях участвовали М. В. Верёвкина, В. Г. Бехтеев (1878—1971), А. Г. Явленский и другие.
Тогда же в 1909 и в 1911 годах Коган принял участие в Первом и Втором салонах В. А. Издебского (1882—1965), некоторое время преподавал в Гамбургской школе искусств и ремёсел, затем по настоянию своего патрона Остхауса поселился в Хагене, где Остхаус планировал на свои средства открыть для Когана мастерскую. Однако этим планам не суждено было осуществиться, и в 1910 году Коган уехал в Париж (патронаж Остхауса, однако, продолжался до 1915 года).

### Франция

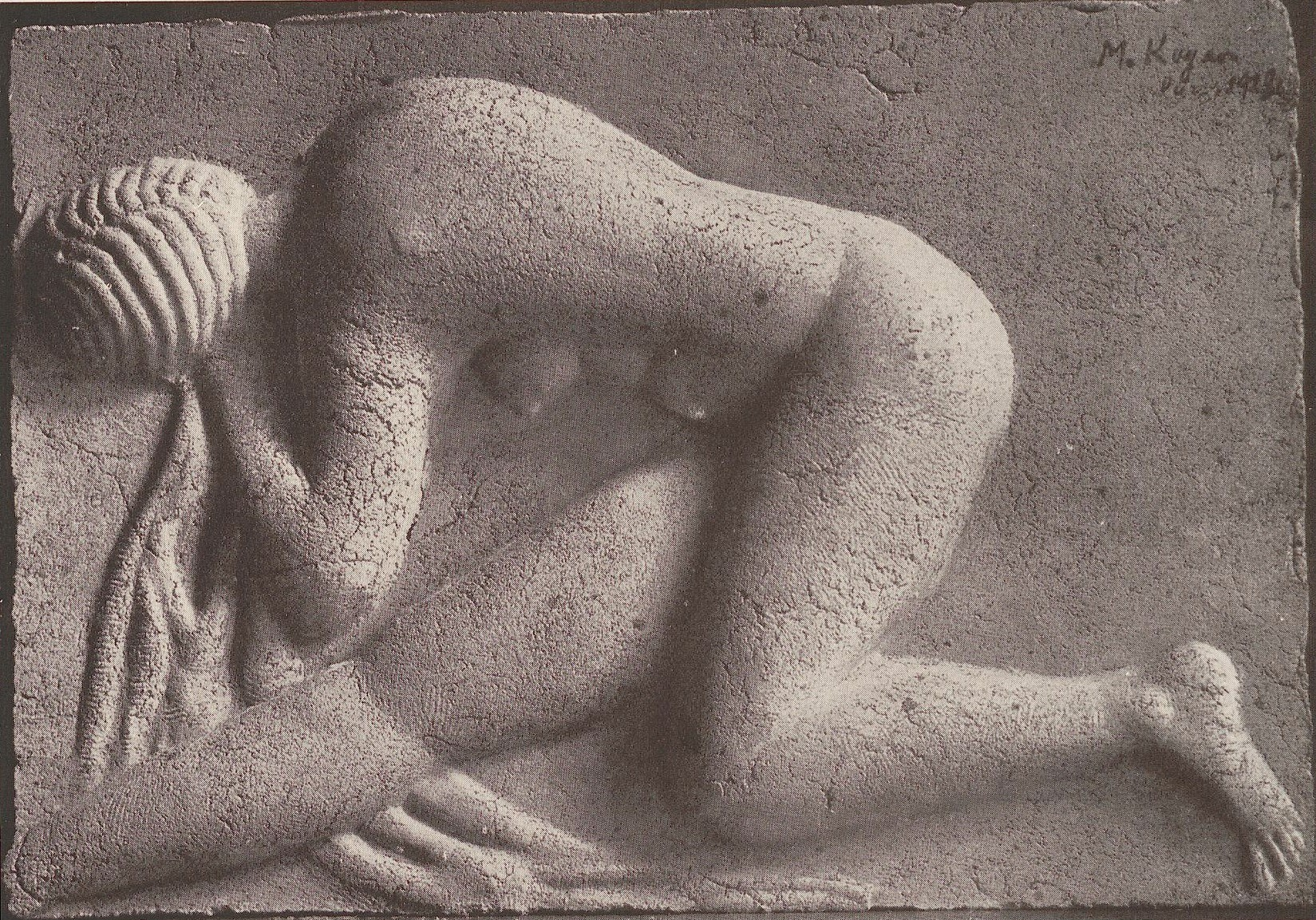

В Париже Коган снял помещение под мастерскую в знаменитом «улье» — доме № 2 в Данцигском переулке, где находились более 140 художественных ателье, в том числе Марка Шагала, Фернана Леже, Анри Лорана, Александра Архипенко, Амедео Модильяни, Жака Липшица и Хаима Сутина. Занимался в основном скульптурой — женскими обнажёнными натурами и торсами из дерева и терракоты, бронзовыми статуэтками, а также гравюрами на дереве и линолеуме, литографией.
В 1913 и 1914 годах прошли первые персональные выставки Когана в мюнхенской галерее Г. Гольца, он принимал участие в ежегодном Парижском салоне, в групповых выставках в Мюнхене, Веймаре, Кёльне, Хагене, Дрездене, в Берлинском сецессионе (1909, 1911, 1912, 1926). В 1914 году Коган украсил рельефами стены здания немецкой промышленной экспозиции, а 1915 год провёл в Швейцарии. В эти годы он разработал и усовершенствовал собственную методику негативного ваяния, начиная скульптурное изготовление с формы.
В 1922 году берлинская галерея Альфреда Флехтгайма (Galerie Alfred Flechtheim) издала серию гравюр Когана на дереве, представляющих собой двенадцать иллюстраций к поэме его друга, писателя и искусствоведа Карла Витта «Изо» (Karl With, «Jizo») в библиофильском издании с ограниченным тиражом. В 1925 году Коган был избран вице-президентом Осеннего салона в Париже по скульптуре. В 1928 году работы Когана демонстрировались в русском отделе выставки «Современное искусство Европы» в Гамбурге.
В 1920-е годы Коган был наставником скульптора Арно Брекера, который выполнил его скульптурный и графический портреты, а также ввёл Когана в кёльнскую группу Молодой Рейнланд (Das Junge Rheinland).
В 1930-е годы он преподавал в Новой школе искусств Поля Ситроена в Амстердаме.
В феврале 1942 года Коган был схвачен вишистами и переправлен в лагерь Дранси, а 3 марта того же года тотчас по прибытии умерщвлён в газовой камере концентрационного лагеря Освенцим.
Первая посмертная выставка работ Моисея Когана, организованная известным искусствоведом Джоном Ревалдом, прошла в 1955 (1947) году в парижской галерее Зак на 16 Rue de l’Abbaye; с тех пор состоялись несколько других персональных экспозиций, в том числе в 1964 году в Дюссельдорфе (организованная искусствоведом и писателем Карлом Виттом, 1891—1980) и — к столетию скульптора — в 1979 году в Нидерландах.